# 오영주
오영주(1991년 3월 8일 ~ )는 대한민국의 방송인이자 유튜버이다. 소속사는 미스틱스토리이다.

## 학력
- 미국 UCLA 졸업

## 출연
- 2018년 채널A 《하트시그널 2》 - 고정출연
- 2020년 채널A 《비행기 타고 가요》
- 2021년 채널A 《프렌즈》

## 드라마
- 2023년 넷플릭스 금요드라마 《셀러브리티》
- 2024년 KBS2 일일드라마 《스캔들》 ... 고은별 역